# Factor de impact
Factorul de impact este un indice care încearcă să aproximeze valoarea publicațiilor științifice și să ajute la compararea acestora. 
Factorul de impact este calculat prin raportul dintre numărul de citări de către alți autori ale articolelor și numărul de articole publicate, pe o perioadă de timp.
Factorul de impact poate fi privit ca o măsură normalizată a citărilor articolelor publicate într-o anumită revistă sau numărul de citări ale articolelor dintr-o revistă (pe o perioadă de timp) împărțit la numărul articole (citabile) publicate în cursul aceleiași perioade și variază în funcție de:
- tematica revistei;
- tipul de revistă și articol;
- dimensiunea revistei;
- fereastra de citare.

Mărimea unui factor de impact mulțumitor depinde de domeniul revistei. Revistele din domeniile umaniste, matematici, botanică nu au un număr mare de articole și nu sunt prea des și repede citate. În schimb, articole despre științele biomedicale sunt cel mai des citate. Prin urmare, un factor de impact semnificativ este, în general, mai mare sau egal cu 1. Pentru domeniul biomedical, totuși, un factor de impact de luat în seamă este în jur de 3.
Factorul de impact al principalelor publicații științifice este calculat de compania Thomson Scientific, parte a companiei Thomson Reuters.